# Cherry Bomb (песня The Runaways)
«Cherry Bomb» (МФА:[ˈtʃɛri bɒm]) — дебютный сингл хард-рок-группы The Runaways, выпущенный 16 марта 1976 года. Считается фирменной песней группы.

## История создания
Гитаристка Джоан Джетт написала песню с Кимом Фоули, тогдашним менеджером группы. В документальном фильме 2005 года Edgeplay: A Film About the Runaways Фоули и бывшая вокалистка The Runaways Шери Кэрри утверждали, что «Cherry Bomb» была быстро написана только для прослушивания последней, потому что остальные участники не могли исполнить песню, которую она изначально собиралась петь.

## Значение
«Cherry Bomb» заняла 52-е место в рейтинге 100 величайших хард-роковых песен канала VH1.

## Перезаписи
Джетт перезаписала песню со своей группой Blackhearts для альбома 1984 года Glorious Results of a Misspent Youth. Шери Кэрри также перезаписала «Cherry Bomb» с Мари Кэрри, её сестрой-близнецом, для их переизданной версии альбома 1997 года Messin ’with the Boys.

## Участники записи
The Runaways:
- Шери Кэрри — ведущий вокал
- Лита Форд — соло-гитара
- Джоан Джетт — ритм-гитара, бэк-вокал
- Джеки Фокс — бас (указана в титрах, в записи песни не участвовала)
- Сэнди Уэст — ударные, бэк-вокал

Дополнительные музыканты:
- Найджел Харрисон[англ.] — бас (в титрах не указан)[1]

## Позиции в хит-парадах
Еженедельные чарты:
| Хит-парад (1976)                       | Высшая позиция | Пребывание |
| -------------------------------------- | -------------- | ---------- |
| Австралия (Kent Music Report)          | 57             | нет данных |
| США (Billboard Bubbling Under Hot 100) | 106            | 1 неделя   |

## Сертификации
| Регион                                                                      | Сертификация | Продажи |
| --------------------------------------------------------------------------- | ------------ | ------- |
| Великобритания (BPI)                                                        | Серебряный   | 200 000 |
| Данные о продажах + прослушиваниях приведены только на основе сертификации. |              |         |